# Ryvkinius gracilis
Ryvkinius gracilis (лат.) — ископаемый вид коротконадкрылых жуков рода Ryvkinius (семейство Staphylinidae). Обнаружен в юрских отложениях России: Дая, Забайкалье, глушковская свита, около 150 млн лет. Один из древних видов стафилинид из подсемейства Mycetoporinae (до 2021 в Tachyporinae).

## Описание
Мелкого размера ископаемые стафилиниды, которые были описаны по отпечаткам тела веретеновидной формы, длина 4,1 мм, ширина 1,0 мм. Голова втянута в переднеспинку до глаз. Пронотум полукруглый. Надкрылья короткие. Глаза мелкие, но сильно выступающие. Вид Ryvkinius gracilis был впервые описан в 1990 году советским и российским колеоптерологом А. Б. Рывкиным (ИПЭЭ РАН, Москва, Россия) вместе с Cuneocharis elongatus, Undiatina pilosa и другими новыми таксонами.
Вид Ryvkinius gracilis был первоначально описан под названием Mesoporus gracilis и выделен в отдельный род жуков Mesoporus (Tachyporinae, Tachyporini). Но так как это имя оказалось преоккупировано и ранее уже использовалось, то позднее было заменено на Ryvkinius (название в честь первооткрывателя А. Б. Рывкина). Внутри Tachyporinae род Ryvkinius наиболее напоминает своими внешними признаками такой современный род как Tachyporus и вымерший Tachyporoides Tikhomirova 1968 (1 вид; юрский период, Каратау, Казахстан). С 2021 года в составе отдельного подсемейства Mycetoporinae.